# نظرية مصادر الطاقة
نظرية مصادر الطاقة هي نظرية سياسية تقترح فكرة أن توزيع السلطة بين الطبقات الرئيسية مسؤول إلى حد ما عن نجاحات وفشل مختلف الأيديولوجيات السياسية. ويجادل بأنه «في جوهره، يؤكد أن قوة الطبقة العاملة التي تتحقق من خلال التنظيمات من قبل النقابات العمالية أو أحزاب اليسار، تنتج نتائج توزيعية أكثر المساواتية».